# الحياة على الأرض (فلم)
الحياة على الأرض (بالفرنسية: La Vie Sur Terre) هو فيلم كوميديا ودراما مالي صدر سنة 1998، وقد كتبه وأخرجه ومثل دور البطولة فيه عبد الرحمن سيساكو. تدور أحداث الفيلم في قرية سوكولو ويُصور الحياة الريفية عشية بداية القرن الحادي والعشرين. تبلغ مُدة الفيلم 61 دقيقة. كان الفيلم جُزءا من مشروع (بالإنجليزية: 2000, Seen By...) الذي أطلقته الشركة الفرنسية (بالفرنسية: Haut et Court) بهدف إنتاج أفلام تُصور اقتراب بداية الألفية الجديدة من منظور 10 دول مختلفة.
حصل الفيلم على عدة جوائز في كُل من مهرجان فريبورغ السينمائي الدولي وفي المهرجان الأفريقي للسينما والتلفزيون في واغادوغو وأيضا في مهرجان سان فرانسيسكو السينمائي الدولي.

## روابط خارجية
- مقالات تستعمل روابط فنية بلا صلة مع ويكي بيانات